# Андрусенко Дмитро Васильович
Дмитро́ Васи́льович Андрусе́нко (4 жовтня 1895, Решетилівка — 18 липня 1965) — український диригент, бандурист, педагог; організатор і диригент капели бандуристів (Суми).

## Життєпис
Народився в Решетилівці на Полтавщині. Вивчав гру на бандурі від Василя Яковича Осадька. В 1921 р. закінчив свої студії в Полтаві. Керував різними хоровими колективами та капель бандуристів на Полтавщині з 1927-32 рр. Майстер українських народних музичних інструментів (бандур, цимбал, сопілок). Закінчив в 1921 р. дворічні диригенські курси у Полтаві. З 1921 викладач музики в Решетелівці. Організував капелу бандуристів у Решетилівці в 1927 та у Веприку в 1931, та в Шалигиному в 1945 на Сумщині.
1932 року був репресований. Репресований 1937 року «за участь у контрреволюційній організації». Проходив по справі Чумака Никифора. Термін ув'язнення не встановлено. Після реабілітації переїхав до Сум, де керував капелу бандуристів при Палаці культури з 1947 року. 1949 року створив там дитячу капелу бандуристів. Автор численних пісень. Він виготовляв власноручно музичні народні інструменти.